# Emil Doepler
Emil Doepler (n. 29 octombrie 1855, München, Regatul Bavariei – d. 21 decembrie 1922, Berlin, Republica de la Weimar) a fost ilustrator, artist grafic și heraldist german. A fost numit „der Jüngere” (cel Tânăr), pentru a se distinge de tatăl său Carl Emil Doepler.